# Wissmilen
Wissmilen är ett berg i Schweiz.   Det ligger i kantonen Glarus, i den östra delen av landet, 140 km öster om huvudstaden Bern. Toppen på Wissmilen är 2 483 meter över havet, eller 80 meter över den omgivande terrängen. Bredden vid basen är 1,0 km.
Terrängen runt Wissmilen är huvudsakligen bergig, men den allra närmaste omgivningen är kuperad. Närmaste större samhälle är Flums, 11,2 km nordost om Wissmilen. 
Trakten runt Wissmilen består i huvudsak av gräsmarker. Runt Wissmilen är det ganska glesbefolkat, med 38 invånare per kvadratkilometer.